# Zieglerův ostrov
Zieglerův ostrov (rusky Остров Циглера) je arktický ostrov ve střední části souostroví Země Františka Josefa v Severním ledovém oceánu.
Ostrov dlouhý 45 km je protažený od severozápadu k jihovýchodu. Jeho rozloha je 448 km² a nejvyšší bod dosahuje výšky 554 m n. m. Povrch je téměř celý pokrytý ledovcem. Ostrov patří do části souostroví zvané Zichyho země. Na několika nezaledněných částech pobřeží existují kolonie alkounů malých.
Pojmenován byl po newyorském obchodníkovi Williamu Zieglerovi, který v roce 1901 vedl Baldwinovu–Zieglerovu expedici k severnímu pólu na lodích America, Fridtjof a Belgica a v letech 1903–1905 sponzoroval Zieglerovu polární expedici. Na ostrově měla také v oblasti severního mysu pozorovací bod Rakousko-uherská expedice k severnímu pólu.

## Sousední malé ostrovy
V průlivu mezi Zieglerovým a Greelyho ostrovem se nachází malý okrouhlý ostrov Uhelný důl (Остров Угольной Копи) s průměrem asi 3,5 km. Je nezaledněný, nejvyšší bod měří 393 m n. m. a od Zieglerova ostrova ho odděluje pouhých 600 m široký průliv.